# Persone di nome Sara
| Questa pagina contiene informazioni ricavate automaticamente dalle voci biografiche con l'ausilio del template Bio e di un bot. L'aggiornamento è periodico e automatico e ricostruisce completamente la pagina. Se manca una persona in questa lista, sei pregato di non aggiungerla, ma accertati piuttosto che la sua voce biografica contenga il template Bio e che i dati anagrafici siano correttamente compilati. Se il template Bio manca, inseriscilo tu stesso o, in alternativa, metti l'avviso {{tmp\|Bio}} che ne segnala la mancanza. Se i dati riportati sono sbagliati, correggi direttamente la voce biografica; le modifiche saranno visibili in questa lista entro pochi giorni. Per chiarimenti vedi il progetto antroponimi. La lista contiene solo le 319 persone che sono citate nell'enciclopedia e per le quali è stato implementato correttamente il template Bio. Pagina aggiornata al 6 ago 2025. |

Questa è una lista di persone presenti nell'enciclopedia che hanno il nome Sara, suddivise per attività principale.

## Allenatrici di calcio(3)
- Sara Colzi, allenatrice di calcio e ex calciatrice italiana (Prato, n. 1976)
- Sara D'Alessio, allenatrice di calcio e ex calciatrice italiana (Torino, n. 1982)
- Sara Di Filippo, allenatrice di calcio e ex calciatrice italiana (Udine, n. 1982)

## Altiste(1)
- Sara Simeoni, ex altista italiana (Rivoli Veronese, n. 1953)

## Arbitri di rugby a 15(1)
- Sara Cox, arbitro di rugby a 15 britannico (Broadclyst, n. 1990)

## Artiste(1)
- Sara Fratini, artista e illustratrice venezuelana (Puerto Ordaz, n. 1985)

## Artiste marziali(1)
- Sara Paganini, artista marziale italiana (Bondeno, n. 1991)

## Artiste marziali miste(1)
- Sara McMann, artista marziale mista e lottatrice statunitense (Takoma Park, n. 1980)

## Astiste(1)
- Michaela Meijer, astista svedese (Göteborg, n. 1993)

## Astronome(1)
- Sara Seager, astronoma canadese (Toronto, n. 1971)

## Atlete paralimpiche(2)
- Sara Martínez, atleta paralimpica spagnola (Madrid, n. 1990)
- Sara Masoud, atleta paralimpica qatariota (Doha, n. 1986)

## Attiviste(2)
- Sara Kruzan, attivista statunitense (n. 1978)
- Sara Susanna Trimarco, attivista argentina (San Miguel de Tucumán, n. 1954)

## Attrici(43)
- Sara Adler, attrice russa (Odessa, n. 1858 - New York, † 1953)
- Sara Ali Khan, attrice indiana (Mumbai, n. 1995)
- Sara Allgood, attrice irlandese (Dublino, n. 1879 - Woodland Hills, † 1950)
- Sara Alzetta, attrice italiana (Trieste, n. 1965)
- Sara Ballesteros, attrice spagnola (Madrid, n. 1987)
- Sara Bellodi, attrice e cantante italiana (Torino, n. 1982)
- Sara Berner, attrice e doppiatrice statunitense (Albany, n. 1912 - Los Angeles, † 1969)
- Sara Bertelà, attrice italiana (La Spezia, n. 1966)
- Sara Canning, attrice canadese (Gander, n. 1987)
- Sara Ciocca, attrice e doppiatrice italiana (Roma, n. 2008)
- Sara Cobo, attrice e cantante messicana (Messico, n. 1993)
- Sara Corrales, attrice colombiana (Medellín, n. 1985)
- Sara Crowe, attrice e scrittrice scozzese (Irvine, n. 1966)
- Sara D'Amario, attrice e scrittrice italiana (Moncalieri, n. 1972)
- Sara Dylan, attrice e modella statunitense (Wilmington, n. 1939)
- Sara Forestier, attrice francese (Copenaghen, n. 1986)
- Sara García, attrice messicana (Orizaba, n. 1895 - Città del Messico, † 1980)
- Sara Gilbert, attrice, regista e sceneggiatrice statunitense (Santa Monica, n. 1975)
- Sara Giraudeau, attrice francese (Boulogne-Billancourt, n. 1985)
- Sara Haden, attrice statunitense (Galveston, n. 1898 - Woodland Hills, † 1981)
- Sara Hjort Ditlevsen, attrice e modella danese (Birkerød, n. 1988)
- Sara Kestelman, attrice britannica (Londra, n. 1944)
- Sara Lazzaro, attrice italiana (Rovolon, n. 1984)
- Sara Malakul Lane, attrice e modella statunitense (Guam, n. 1982)
- Sara Maldonado, attrice messicana (Xalapa, n. 1980)
- Sara Martins, attrice portoghese (Faro, n. 1977)
- Sara Masotti, attrice e cantante italiana (Ravenna, n. 1979)
- Sara Miquel, attrice, ballerina e modella spagnola (Gerona, n. 1984)
- Sara Mitich, attrice canadese (Hamilton, n. 1990)
- Sara Mortensen, attrice francese (Parigi, n. 1979)
- Sara Paxton, attrice e cantante statunitense (Los Angeles, n. 1988)
- Sara Ramírez, attrice e cantante messicana (Mazatlán, n. 1975)
- Sara Ricci, attrice italiana (Roma, n. 1968)
- Sara Rue, attrice statunitense (New York, n. 1979)
- Sara Santostasi, attrice e ballerina italiana (Anzio, n. 1993)
- Sara Sanz, attrice e modella spagnola (La Coruña, n. 1991)
- Sara Serraiocco, attrice italiana (Pescara, n. 1990)
- Sara Sperati, attrice e cantante italiana (Roma, n. 1956)
- Sara Stewart, attrice scozzese (Edimburgo, n. 1966)
- Sara Takatsuki, attrice, modella e cantante giapponese (Prefettura di Kanagawa, n. 1997)
- Sara Tomko, attrice statunitense (Dayton, n. 1983)
- Sara Waisglass, attrice canadese (Toronto, n. 1998)
- Sara Zanier, attrice, modella e showgirl italiana (Latina, n. 1983)

## Attrici pornografiche(3)
- Melanie Rios, ex attrice pornografica colombiana (Medellín, n. 1991)
- Sara Jay, attrice pornografica e regista statunitense (Cincinnati, n. 1977)
- Sara Luvv, attrice pornografica statunitense (n. 1994)

## Avventuriere(1)
- Sara Goudar, avventuriera e scrittrice britannica (n. 1745 - † 1800)

## Biatlete(1)
- Sara Andersson, biatleta svedese (Mora, n. 2003)

## Calciatrici(33)
- Sara Agrež, calciatrice slovena (Žalec, n. 2000)
- Sara Baldi, calciatrice italiana (Bergamo, n. 2000)
- Sara Caiazzo, calciatrice italiana (Napoli, n. 2003)
- Sara Cetinja, calciatrice serba (Novi Sad, n. 2000)
- Sara Doorsoun, calciatrice tedesca (Colonia, n. 1991)
- Sara Däbritz, calciatrice tedesca (Amberg, n. 1995)
- Sara Ercoli, ex calciatrice italiana (n. 1978)
- Sara Fratini, calciatrice italiana (n. 1990)
- Sara González Rodríguez, calciatrice spagnola (Tui, n. 1989)
- Sara Björk Gunnarsdóttir, calciatrice islandese (Reykjavík, n. 1990)
- Sara Holmgaard, calciatrice danese (Ikast, n. 1999)
- Sara Ketiš, calciatrice e karateka slovena (Ruše, n. 1996)
- Sara Lucci, calciatrice italiana (Roma, n. 1991)
- Sara Magnaguagno, calciatrice italiana (n. 1986)
- Sara Malara, calciatrice italiana (Cirié, n. 1996)
- Sara Massarelli, calciatrice italiana (Casale Monferrato, n. 1989)
- Sara Mella, calciatrice italiana (Pordenone, n. 1998)
- Sara Nilsson, calciatrice svedese (n. 1995)
- Sara Nordin, calciatrice svedese (n. 1993)
- Sara Pastore, calciatrice svizzera (Frauenfeld, n. 1984)
- Sara Penzo, ex calciatrice italiana (Chioggia, n. 1989)
- Sara Quadrelli, calciatrice italiana (n. 1997)
- Sara Saliba, calciatrice maltese (n. 2007)
- Felicia Schröder, calciatrice svedese (n. 2007)
- Caroline Seger, calciatrice svedese (Helsingborg, n. 1985)
- Sara Stokić, calciatrice serba (Smederevo, n. 2005)
- Sara Tardini, calciatrice italiana (Modena, n. 1996)
- Sara Thrige Andersen, calciatrice danese (Farsø, n. 1996)
- Sara Thunebro, ex calciatrice svedese (Strängnäs, n. 1979)
- Sara Tosetto, calciatrice italiana (n. 1994)
- Sara Veritti, calciatrice italiana (Tolmezzo, n. 1997)
- Sara Yuceil, ex calciatrice belga (Mons, n. 1988)
- Sara Zanotti, ex calciatrice italiana (Negrar, n. 1986)

## Canottiere(2)
- Sara Bertolasi, canottiera italiana (Busto Arsizio, n. 1988)
- Sara Magnaghi, canottiera italiana (Como, n. 1993)

## Cantanti(10)
- Malena Ernman, cantante e mezzosoprano svedese (Uppsala, n. 1970)
- Sara Gazarek, cantante e cantautrice statunitense (Seattle, n. 1982)
- Sara Jordan Powell, cantante statunitense (Houston, n. 1938)
- Young Leosia, cantante e rapper polacca (Stettino, n. 1998)
- Sara Lumholdt, cantante svedese (Stoccolma, n. 1984)
- Sara Löfgren, cantante svedese (Varberg, n. 1977)
- Mara Sattei, cantante italiana (Fiumicino, n. 1995)
- Sirah, cantante e rapper statunitense (Long Island, n. 1988)
- Sara Modigliani, cantante italiana (Roma, n. 1948)
- Sara Varga, cantante svedese (Stoccolma, n. 1982)

## Cantautrici(8)
- Sara Bareilles, cantautrice, compositrice e attrice statunitense (Eureka, n. 1979)
- Raiven, cantautrice, mezzosoprano e arpista slovena (Lubiana, n. 1996)
- Sara Evans, cantautrice statunitense (Boonville, n. 1971)
- Sara González, cantautrice cubana (Marianao - L'Avana, † 2012)
- Sara Indrio, cantautrice, percussionista e attrice danese (Copenaghen, n. 1975)
- Sara Lov, cantautrice e chitarrista statunitense (n. 1970)
- Sara Storer, cantautrice e insegnante australiana (Katherine, n. 1973)
- Sara Tavares, cantautrice e chitarrista portoghese (Lisbona, n. 1978 - Lisbona, † 2023)

## Cavallerizze(2)
- Sara Algotsson Ostholt, cavallerizza svedese (Rockneby, n. 1974)
- Sara Morganti, cavallerizza italiana (Castelnuovo di Garfagnana, n. 1976)

## Cestiste(16)
- Sara Baggioli, ex cestista italiana (Bordighera, n. 1989)
- Sara Blicavs, cestista australiana (Sunbury, n. 1993)
- Sara Bocchetti, cestista italiana (Napoli, n. 1993)
- Sara Canova, cestista italiana (Garbagnate Milanese, n. 1989)
- Sara Chevaugeon, cestista francese (La Rochelle, n. 1993)
- Sara Crudo, cestista italiana (Sanremo, n. 1995)
- Sara Farris, ex cestista italiana (Sassari, n. 1985)
- Sara Gaspari, ex cestista italiana (Vimercate, n. 1977)
- Sara Giauro, ex cestista italiana (Livorno, n. 1979)
- Sara Giorgi, ex cestista italiana (Lucca, n. 1986)
- Sara Krnjić, cestista serba (Novi Sad, n. 1991)
- Sara Leemans, ex cestista belga (Hasselt, n. 1988)
- Sara Lubrano, ex cestista italiana (Napoli, n. 1994)
- Sara Madera, cestista italiana (Livorno, n. 2000)
- Sara Marcaggi, ex cestista italiana (Noale, n. 1978)
- Sara Toffolo, cestista italiana (Venezia, n. 2000)

## Cicliste su strada(5)
- Sara Carrigan, ex ciclista su strada e pistard australiana (Gunnedah, n. 1980)
- Sara Felloni, ex ciclista su strada e pistard italiana (n. 1972)
- Sara Fiorin, ciclista su strada, pistard e ciclocrossista italiana (Seveso, n. 2003)
- Sara Martín, ciclista su strada spagnola (Aranda de Duero, n. 1999)
- Sara Poidevin, ciclista su strada canadese (Canmore, n. 1996)

## Ciclocrossiste(1)
- Sara Casasola, ciclocrossista e ciclista su strada italiana (San Daniele del Friuli, n. 1999)

## Conduttrici radiofoniche(2)
- Sara Ventura, conduttrice radiofonica italiana (Bologna, n. 1975)
- Sara Zambotti, conduttrice radiofonica italiana (Milano, n. 1977)

## Conduttrici televisive(1)
- Sara Haines, conduttrice televisiva e giornalista statunitense (Newton, n. 1977)

## Contralti(1)
- Sara Mingardo, contralto italiano (Venezia, n. 1961)

## Critiche cinematografiche(1)
- Sara Cortellazzo, critica cinematografica italiana (Padova, n. 1956)

## Critiche letterarie(1)
- Sara Danius, critica letteraria svedese (Täby, n. 1962 - Stoccolma, † 2019)

## Danzatrici(2)
- Sara Baras, ballerina e coreografa spagnola (San Fernando, n. 1971)
- Sara Renda, ballerina italiana (Alcamo, n. 1991)

## Dirigenti sportive(1)
- Sara Gama, dirigente sportiva e ex calciatrice italiana (Trieste, n. 1989)

## Dirigenti sportivi(1)
- Sara Capovilla, dirigente sportivo e ex calciatore italiana (Venezia, n. 1985)

## Doppiatrici(3)
- Sara Ferranti, doppiatrice italiana (Terni, n. 1982)
- Sara Labidi, doppiatrice italiana (Roma, n. 1998)
- Sara Nakayama, doppiatrice giapponese (Saitama, n. 1974)

## First lady(1)
- Sara Nazarbaeva, first lady kazaka (Qzyl-Jar, n. 1941)

## Fondiste(3)
- Sara Lindborg, ex fondista svedese (Falun, n. 1983)
- Sara Pellegrini, fondista italiana (Varel, n. 1986)
- Sara Renner, ex fondista canadese (Golden, n. 1976)

## Fumettiste(2)
- Sara Colaone, fumettista e illustratrice italiana (Pordenone, n. 1970)
- Sara Pichelli, fumettista italiana (Porto Sant'Elpidio, n. 1983)

## Giavellottiste(3)
- Sara Jemai, giavellottista italiana (Gavardo, n. 1992)
- Sara Kolak, giavellottista croata (Ludbreg, n. 1995)
- Sara Zabarino, giavellottista italiana (Biella, n. 1999)

## Ginnaste(4)
- Sara Papi, ex ginnasta italiana (Urbino, n. 1980)
- Sara Pinciroli, ex ginnasta italiana (Busto Arsizio, n. 1980)
- Sara Ricciardi, ginnasta italiana (Capo d'Orlando, n. 1996)
- Sara Berardinelli, ginnasta italiana (Roma, n. 2001)

## Giocatrici di beach volley(1)
- Sara Goller, giocatrice di beach volley tedesca (Starnberg, n. 1984)

## Giocatrici di curling(1)
- Sara McManus, giocatrice di curling svedese (Göteborg, n. 1991)

## Giocatrici di football americano(1)
- Sara Fátima Martínez de Murguía Almagro, giocatrice di football americano spagnola

## Giornaliste(3)
- Sara Carbonero, giornalista spagnola (Corral de Almaguer, n. 1984)
- Sara Cristina Cometti, giornalista e ex schermitrice italiana (Vercelli, n. 1977)
- Sara Mariani, giornalista, autrice televisiva e conduttrice televisiva italiana (Firenze, n. 1984)

## Hockeiste su ghiaccio(1)
- Sara Belli, hockeista su ghiaccio italiana (Cirié, n. 2000)

## Imperatrici(1)
- Sara Teodora, imperatrice bulgara

## Imprenditrici(1)
- Sara Blakely, imprenditrice statunitense (Clearwater, n. 1971)

## Ingegneri(1)
- Sara Sabry, ingegnere e imprenditrice egiziana (n. 1993)

## Karateka(2)
- Sara Battaglia, karateka italiana (Bergamo, n. 1986)
- Sara Cardin, karateka italiana (Conegliano, n. 1987)

## Lottatrici(4)
- Sara Da Col, lottatrice italiana (Rovereto, n. 1992)
- Sara Doshō, lottatrice giapponese (Mie, n. 1994)
- Johanna Lindborg, lottatrice svedese (Helsingborg, n. 1998)
- Sara Natami, lottatrice giapponese (n. 2000)

## Maratonete(2)
- Sara Dossena, maratoneta, mezzofondista e triatleta italiana (Clusone, n. 1984)
- Sara Ramadhani, maratoneta tanzaniana (n. 1987)

## Marciatrici(1)
- Sara Vitiello, marciatrice italiana (Reggio Emilia, n. 1996)

## Martelliste(1)
- Sara Fantini, martellista italiana (Fidenza, n. 1997)

## Medici(2)
- Sara Josephine Baker, medico statunitense (Poughkeepsie, n. 1873 - New York, † 1945)
- Sara Cerdas, medico e politica portoghese (Funchal, n. 1989)

## Mezzofondiste(5)
- Sara Bottarelli, mezzofondista e fondista di corsa in montagna italiana (Gardone Val Trompia, n. 1990)
- Sara Moreira, mezzofondista e siepista portoghese (Santo Tirso, n. 1985)
- Sara Nestola, mezzofondista e maratoneta italiana (Reggio Emilia, n. 2001)
- Sara Palmas, mezzofondista italiana (Nuoro, n. 1977)
- Sara Wedlund, mezzofondista svedese (Stoccolma, n. 1975 - Stoccolma, † 2021)

## Mezzofondisti(1)
- Sara Ferrari, ex mezzofondista e ex maratoneta italiana (n. 1977)

## Modelle(12)
- Sara Chafak, modella finlandese (Helsinki, n. 1990)
- Sara Corner, modella indiana (Bangalore)
- Sarah El Khouly, modella egiziana (Il Cairo, n. 1988)
- Sara Foster, modella e attrice statunitense (Los Angeles, n. 1981)
- Sara Franchetti, modella e attrice italiana (Roma, n. 1946)
- Sara Lawrence, modella giamaicana (Kingston, n. 1984)
- Sara Nuru, modella tedesca (Erding, n. 1989)
- Sara Sampaio, modella e attrice portoghese (Porto, n. 1991)
- Sara Skjoldnes, modella norvegese (Skien, n. 1991)
- Sara Tetro, modella, attrice e conduttrice televisiva neozelandese (Auckland, n. 1969)
- Sara Jean Underwood, modella statunitense (Portland, n. 1984)
- Sara Ziff, modella, sindacalista e regista statunitense (New York, n. 1983)

## Musiciste(1)
- Sara Carter, musicista statunitense (Copper Creek, n. 1898 - † 1979)

## Nobili(1)
- Sara Bonetta Forbes, nobile nigeriana (Nigeria, n. 1843 - Madeira, † 1880)

## Nuotatrici(16)
- Sara Barber, nuotatrice canadese (Brantford, n. 1941 - Ottawa, † 2020)
- Sara Casadei, ex nuotatrice sammarinese (n. 1975)
- Sara Curtis, nuotatrice italiana (Savigliano, n. 2006)
- Sara Franceschi, nuotatrice italiana (Livorno, n. 1999)
- Sara Gailli, nuotatrice italiana (Roma, n. 2001)
- Sara Goffi, nuotatrice italiana (Gavardo, n. 1981)
- Sara Harstick, ex nuotatrice tedesca (Hildesheim, n. 1981)
- Sara Isaković, ex nuotatrice slovena (Bled, n. 1988)
- Sara Junevik, nuotatrice svedese (n. 2000)
- Sara Nordenstam, ex nuotatrice norvegese (Lycksele, n. 1983)
- Sara Ongaro, nuotatrice italiana (n. 1999)
- Sara Parise, ex nuotatrice italiana (Bolzano, n. 1982)
- Sarah Ryan, ex nuotatrice australiana (Adelaide, n. 1977)
- Sara Saldaña, nuotatrice artistica spagnola (Leganés, n. 2000)
- Sara Savoia, nuotatrice artistica italiana (Verona, n. 1985)
- Sara Sgarzi, nuotatrice artistica italiana (Bologna, n. 1986)

## Ostacoliste(1)
- Sara Slott Petersen, ostacolista danese (Nykøbing Falster, n. 1987)

## Pallavoliste(16)
- Sara Alberti, pallavolista italiana (Brescia, n. 1993)
- Sara Anzanello, pallavolista italiana (San Donà di Piave, n. 1980 - Milano, † 2018)
- Sara Bonifacio, pallavolista italiana (Alba, n. 1996)
- Sara Carić, pallavolista serba (Kovin, n. 2001)
- Sara Caroli, ex pallavolista italiana (Faenza, n. 1979)
- Sara Carrara, pallavolista italiana (Seriate, n. 1992)
- Sara De Lellis, pallavolista italiana (Anzio, n. 1986)
- Sara Giuliodori, pallavolista italiana (Ancona, n. 1983)
- Sara Hutinski, pallavolista slovena (Destrnik, n. 1991)
- Sara Klisura, pallavolista serba (Subotica, n. 1992)
- Sara Loda, pallavolista italiana (Sarnico, n. 1990)
- Sara Menghi, ex pallavolista italiana (Mantova, n. 1983)
- Sara Panetoni, pallavolista italiana (Lugo, n. 2000)
- Sara Paris, pallavolista italiana (Verbania, n. 1985)
- Sara Shaw, pallavolista statunitense (Austin, n. 1991)
- Sarah Wilhite, pallavolista statunitense (Eden Prairie, n. 1995)

## Patriote(1)
- Sara Levi Nathan, patriota, filantropa e politica italiana (Pesaro, n. 1819 - Londra, † 1882)

## Pattinatrici artistiche a rotelle(1)
- Sara Venerucci, pattinatrice artistica a rotelle italiana (Rimini, n. 1990)

## Pattinatrici artistiche su ghiaccio(1)
- Sara Conti, pattinatrice artistica su ghiaccio italiana (Alzano Lombardo, n. 2000)

## Pentatlete(1)
- Sara Bertoli, pentatleta italiana (Roma, n. 1979)

## Personaggi televisivi(1)
- Sara Di Vaira, personaggio televisivo e ballerina italiana (Cecina, n. 1979)

## Pesiste(2)
- Sara Gambetta, pesista tedesca (Lauterbach, n. 1993)
- Sara Verteramo, pesista italiana (Torino, n. 2002)

## Pittrici(1)
- Sara Page, pittrice inglese (Moxley, n. 1855 - Parkstone, † 1943)

## Poetesse(2)
- Sara Ciampi, poetessa e scrittrice italiana (Genova, n. 1976)
- Sara Teasdale, poetessa statunitense (St. Louis, n. 1884 - † 1933)

## Politiche(13)
- Sara Aagesen, politica e ingegnera spagnola (Madrid, n. 1976)
- Sara Casanova, politica italiana (Lodi, n. 1977)
- Sara Cunial, politica italiana (Roma, n. 1979)
- Sara De Angelis, politica italiana (Roma, n. 1976)
- Sara Duterte, politica filippina (Davao, n. 1978)
- Sara Ferrari, politica italiana (Rovereto, n. 1971)
- Sara Foscolo, politica italiana (Loano, n. 1973)
- Sara Funaro, politica italiana (Firenze, n. 1976)
- Sara Jacobs, politica statunitense (Del Mar, n. 1989)
- Sara Kelany, politica italiana (Formia, n. 1978)
- Sara Moretto, politica italiana (Portogruaro, n. 1980)
- Sara Paglini, politica italiana (Carrara, n. 1961)
- Sara Skyttedal, politica svedese (Tyresö, n. 1986)

## Principesse(3)
- Sara Khatun, principessa azera (Kiğı, n. 1403 - Diyarbakır, † 1465)
- Sara bint Faysal Al Sa'ud, principessa, filantropa e politica saudita
- Sara bint Talal Al Sa'ud, principessa saudita (n. 1973)

## Produttrici cinematografiche(1)
- Sara Murphy, produttrice cinematografica statunitense

## Psicologhe(1)
- Sara Netanyahu, psicologa e educatrice israeliana (Kiryat Tiv'on, n. 1958)

## Rugbiste a 15(4)
- Sara Barattin, rugbista a 15 italiana (Treviso, n. 1986)
- Sara Pettinelli, rugbista a 15 e dirigente sportiva italiana (Roma, n. 1981)
- Sara Seye, rugbista a 15 italiana (Gardone Val Trompia, n. 2000)
- Sara Tounesi, rugbista a 15 italiana (Cremona, n. 1995)

## Saltatrici con gli sci(2)
- Marita Kramer, saltatrice con gli sci austriaca (Apeldoorn, n. 2001)
- Sara Takanashi, saltatrice con gli sci giapponese (Kamikawa, n. 1996)

## Schermitrici(2)
- Sara Balzer, schermitrice francese (Strasburgo, n. 1995)
- Sara Maria Kowalczyk, schermitrice italiana (Aversa, n. 2001)

## Sciatrici alpine(7)
- Sara Allemand, sciatrice alpina italiana (n. 2000)
- Sara Choi, sciatrice alpina sudcoreana (n. 2003)
- Sara Globočnik, ex sciatrice alpina slovena (n. 1990)
- Sara Hector, sciatrice alpina svedese (Sandviken, n. 1992)
- Sara Pramstaller, ex sciatrice alpina e sciatrice freestyle italiana (n. 1988)
- Sara Rask, sciatrice alpina svedese (Sollentuna, n. 2000)
- Sara Thaler, sciatrice alpina italiana (n. 2004)

## Scrittrici(17)
- Sara Baume, scrittrice irlandese (Lancashire, n. 1984)
- Sara Bilotti, scrittrice italiana (Napoli, n. 1971)
- Sara Coleridge, scrittrice e traduttrice inglese (Keswick, n. 1802 - Londra, † 1852)
- Sara Durantini, scrittrice italiana (San Martino dall'Argine, n. 1984)
- Cora Sandel, scrittrice e pittrice norvegese (Oslo, n. 1880 - Uppsala, † 1974)
- Sara Gran, scrittrice e sceneggiatrice statunitense (Brooklyn, n. 1971)
- Sara Gruen, scrittrice canadese (Vancouver, n. 1969)
- Sara Lidman, scrittrice svedese (Missenträsk, n. 1923 - Umeå, † 2004)
- Sara Lövestam, scrittrice svedese (Uppsala, n. 1980)
- Sara Marconi, scrittrice italiana (Torino, n. 1972)
- Sara Mesa, scrittrice spagnola (Madrid, n. 1976)
- Sara Nović, scrittrice e traduttrice statunitense (New Jersey, n. 1987)
- Sara Paretsky, scrittrice statunitense (Ames, n. 1947)
- Sara Rattaro, scrittrice italiana (Genova, n. 1975)
- Sara Shepard, scrittrice statunitense (Filadelfia, n. 1977)
- Sara Stridsberg, scrittrice, drammaturga e traduttrice svedese (Solna, n. 1972)
- Sara Zyskind, scrittrice e superstite dell'Olocausto polacca (Łódź, n. 1927 - Tel Aviv, † 1995)

## Showgirl(1)
- Sara Tommasi, showgirl, attrice e cantante italiana (Narni, n. 1981)

## Snowboarder(1)
- Sara Shimizu, snowboarder statunitense (Ōtsu, n. 2009)

## Sociologhe(1)
- Sara R. Farris, sociologa italiana (Italia)

## Sollevatrici(1)
- Sara Ahmed, sollevatrice egiziana (Al-Hawaniyah, n. 1998)

## Soprani(1)
- Sara Scuderi, soprano italiano (Catania, n. 1906 - Milano, † 1987)

## Storiche(2)
- Sara Berger, storica tedesca (Bochum, n. 1978)
- Sara Cabibbo, storica italiana

## Tenniste(4)
- Sara Errani, tennista italiana (Bologna, n. 1987)
- Sara Gomer, ex tennista britannica (Torquay, n. 1964)
- Sara Saitō, tennista giapponese (Maebashi, n. 2006)
- Sara Sorribes Tormo, tennista spagnola (Castellón de la Plana, n. 1996)

## Velociste(1)
- Sara El Hachimi, velocista marocchina (n. 2000)

## Violiniste(1)
- Sara Watkins, violinista e compositrice statunitense (Vista, n. 1981)

## Wrestler(2)
- Sara Del Rey, ex wrestler statunitense (Martinez, n. 1980)
- Sara Lee, wrestler e personaggio televisivo statunitense (Saginaw, n. 1992 - San Antonio, † 2022)

## Senza attività specificata(4)
- Sara Bennett, effettista britannica (Londra, n. 1972)
- Sarita Colonia, peruviana (Huaraz, n. 1914 - Callao, † 1940)
- Sara Roosevelt, statunitense (Newburgh, n. 1854 - Hyde Park, † 1941)
- Sara di Antiochia, romana (Antiochia di Siria - Antiochia di Siria)